# کلاین روگان
کلاین روگان (به آلمانی: Klein Rogahn) یک شهر در آلمان است که در لودویگسلوست-پارشیم واقع شده‌است. کلاین روگان ۱٬۳۱۸ نفر جمعیت دارد.